# Morcilla de León
La morcilla de León es una morcilla típica de la provincia española de León cuyos únicos ingredientes son la sangre del cerdo y la cebolla, motivo por el cual resulta una morcilla poco consistente, aunque existen variantes que suelen llevar otros ingredientes. Se trata de un producto tradicional de la matanza del cerdo y es, junto a la cecina, de los productos más representativos de la cocina leonesa.

## Características

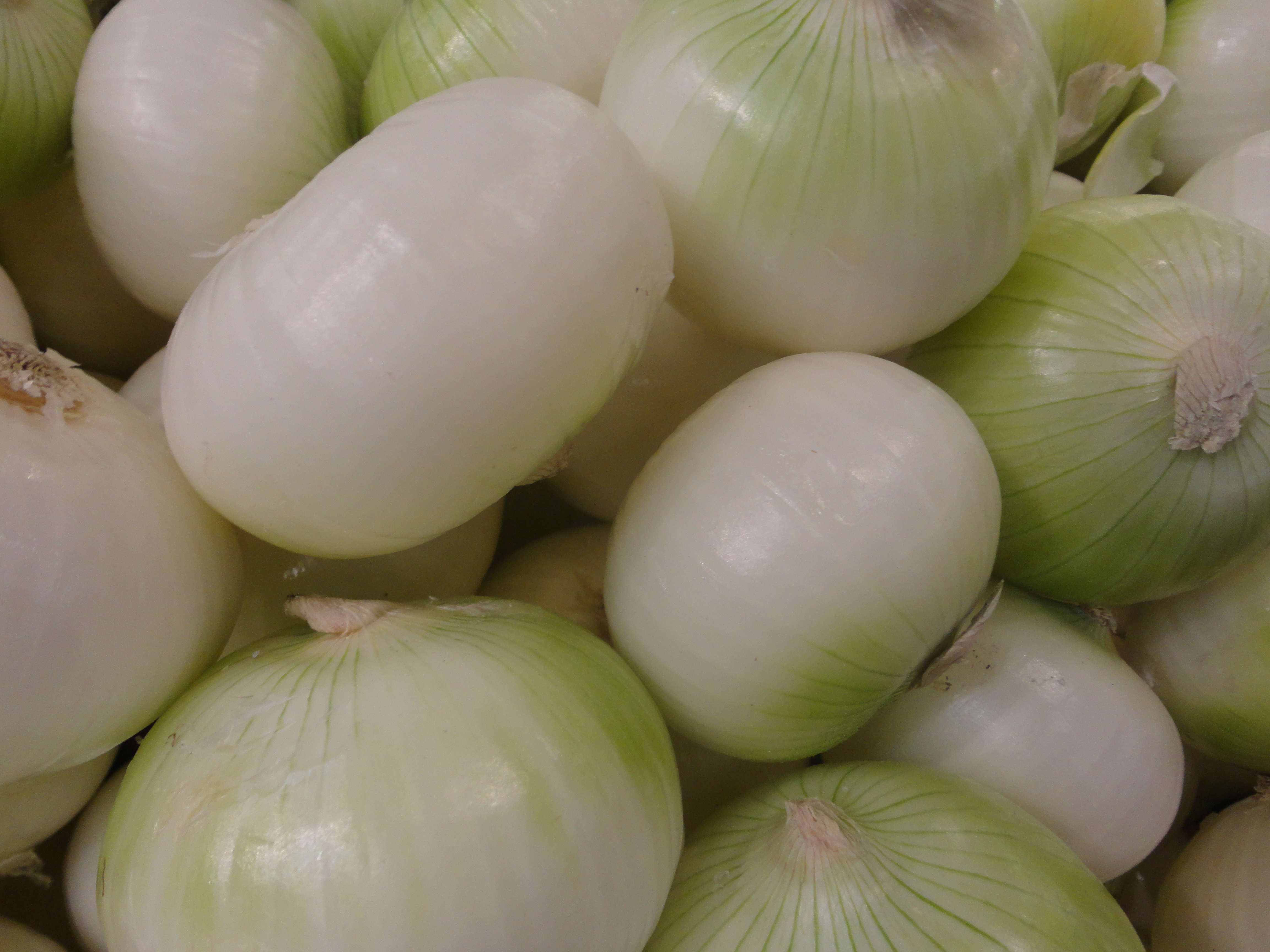
Cebolla matancera, para la elaboración de la morcilla de cebolla.

A pesar de elaborarse de forma tradicional con sangre de cerdo y cebolla picada, existen versiones que incluyen miga de pan para dar más consistencia y grasa de cerdo, además de ajo, pimentón e incluso piñones. Suelen estar embutidas en tripa de cerdo natural y su longitud oscila entre los 20 cm y los 30 cm. Es fácil encontrar en cualquier charcutería del territorio español. Además, suelen conservarse en sitios frescos, aunque lo mejor es consumirlas cuanto antes, ya que suelen adquirir un sabor ácido cuando pasa el tiempo.

## Preparación
Se suele preparar cocida en agua durante unos diez minutos y su contenido pastoso se sirve en una cazuela de barro como aperitivo o tapa (característico en el Barrio Húmedo de León). Más frecuente también es freírla en sartén o a la plancha.

## Literatura
- "Proceso de elaboración de la morcilla de León una morcilla de cebolla, A. Antiduelo, E. Alfonso Cabeza, José María Zumalacárregui Rodríguez, J. Mateo Oyagüe. ISSN 0212-1689, Año n.º 24, N.º 200, 2005 , pags. 44-49

- Datos: Q6023591